# Kostus africký
Kostus africký (Costus afer) je vytrvalá bylina, druh ze širokého rodu kostus, která je rozšířena v lesnatých oblastech tropické Afriky. Vyskytuje se na rozsáhlém území ohraničeném na západě Senegalem a na východě Etiopií, na severu Burkinou Faso, Nigérii, Kamerunem, Středoafrickou republikou a Súdánem, na jihu Angolou, Zimbabwe a Mosambikem.

## Ekologie
Je to vlhkomilná rostlina rostoucí obvykle na mokrých lesních okrajích, podél lesních průseků a polních cest, v zamokřených dolinách, dočasných močálech nebo podél jezer či vodních toků, kde mnohdy vytváří i souvislý hustý porost. Roste v nadmořské výšce až do 1700 m n. m, nesnáší však chlad a při teplotě blízké k 0 °C hyne. Nejlépe se jí daří v mírném přistínění, při dostatku vlhkosti v půdě však roste i na plném slunci.

## Popis
Vzpřímená rostlina s nevětvenou lodyhou vysokou 1 až 3 m, která vyrůstá z vodorovně rozloženého oddenku. Lodyhu má porostlou jednoduchými, ve spirále vyrůstajícími listy s pochvou a dvoulalokovitým, na konci uříznutým jazýčkem. Čepel listu je celistvá, eliptická až obvejčitá, bývá dlouhá 15 až 35 cm a široká 4 až 10 cm, u báze je oblá, na vrcholu špičatá a po obvodě řídce chlupatá.
Na vrcholu lodyhy vyrůstá koncové, velmi nahuštěné květenství kuželovitého tvaru 2,5 až 7,5 cm dlouhé s nápadnými, střechovitě se překrývajícími, vejčitě trojúhelníkovými listeny. Jsou velké 2,5 × 1 cm, kožovité, světle zelené s načervenalými okraji, kýlovitého tvaru a jeden je vždy společný pro dva květy. Květy jsou bělavé, oboupohlavné a mají kalich se třemi trojúhelníkovými zuby s růžovým okrajem. Tříčetná koruna má krátkou trubku s nažloutlým hrdlem, dva boční korunní lísky jsou podlouhle až vejčité, 3 až 4 cm dlouhé a průhledné až bílé, třetí střední lístek je bílý až bledě růžový, široce trojúhelníkovitý, prohnutý, 2,5 cm velký a slouží jako pysk při přistávání opylujícího hmyzu, proti němu stojí v korunní trubce jediná plochá, 3 cm dlouhá tyčinka barvy bílé nebo narůžovělé s prašníkem. Spodní semeník je třídílný, obsahuje mnoha vajíčka a nese krátkou nitkovitou čnělku s nálevkovitou bliznou. Květy jsou opylovány hmyzem přilétajícím pro nektar.
Květenství s menším počtem květů se někdy vytvoří i na krátkých, bezlistých stvolech vyrůstajících přímo z oddenku.

## Rozmnožování
Plod je elipsoidní, masitá, pukající tobolka asi 1 cm dlouhá s mnoha černými, oválnými semeny s masíčkem. Semena jsou roznášena mravenci, kteří je odnášejí jako potravu do mravenišť. Lodyha se občas se zralými semeny zlomí a ta se vysypou v blízkosti, kde pak vyroste konkurující si skupina semenáčků. Rostlina se po blízkém okolí nejčastěji rozšiřuje rozrůstáním vodorovných oddenků. Spolehlivě se dá rozmnožit odřezky lodyh nebo oddenků dlouhými jen 2,5 cm, které ve vlhké směsi rašeliny s pískem snadno zakoření a brzy vyrostou noví jedinci.

## Význam
Kostus africký je využíván v domorodém prostředí tropické Afriky jako léčivá rostlina proti širokému spektru nemocí. Rozdrcená lodyha s listy slouží k léčbě respiračních potíží, užívají se formou nálevů nebo se jejich drť přikládá na prsa, ke stejnému účelu se používá i nakuřování dýmem ze suchých lodyh. Šťáva z listů je součásti kapek k léčbě očních potíži, rýmy, bolesti hlavy, závratím i horečce, smíchána s odvarem z květů sloužívá k léčení malárie. Rozetřený oddenek se používá na vředy a nehojící se rány, na bolavé zuby, vnitřně užitý slouží proti průjmu a úplavici. Bylina často roste v blízkosti příbytků obyvatel a je jako mnohostranný léčebný prostředek kdykoliv k dispozici.
Má také určitou okrasnou hodnotu, která se dosud jen málo využívá. Je vytrvalou rostlinou a jestli se rozroste, lze ji po pár létech jen stěží vymýtit. Pokud se dostane na rýžové pole, kde rychle roste a množí se oddenky, je považována za obtížný a nesnadno zlikvidovatelný plevel. Z původních stanovišť však mnohde mizí současně s likvidací lesů, ve kterých jsou vzrostlé stromy pokáceny, podrost vypálen a získané místo je přeměněno v pastvinu nebo obdělávanou půdu.